# Sounds Good!
《Sounds Good!》은 페퍼톤스의 세 번째 정규 음반이다. 2009년 12월 17일에 발매됐다. 2009년 12월 27일에는 발매 기념 공연이 열렸다.
발매 전에는 《the world is the biggest studio》란 가제를 갖고 있었으며, 2009년 9월에 발매될 예정이었지만 연기됐다.

## 수록곡
1. Sing! - 3:59
2. Victory - 3:33
3. Ping-Pong - 3:02
4. 공원여행 - 3:55
5. Salary - 3:58
6. 지금 나의 노래가 들린다면 - 3:40
7. 새벽열차 - 4:09
8. 작별을 고하며 - 5:14
9. Knock - 4:42
10. 겨울의 사업가 - 4:26
11. Bike ' 09 (Anycall 9시 시보광고 BGM) - 2:50

## 참여
객원 보컬
- 이선 - Sing! / 지금 나의 노래가 들린다면
- 현민 - Victory / 공원여행
- 뎁 - Ping-Pong
- 연진 - Salary
- 연희 - 새벽열차

객원 뮤지션
- 융스트링 - 현악 (공원여행 / 새벽열차 / 작별을 고하며)
- JANE - 일렉트릭 기타 (공원여행 / Salary / 새벽열차)
- 신석철 - 드럼 (Salary / Knock / 작별을 고하며)
- 연진 - 피아니카(Salary) / 오르간(Salary / Knock) / 코러스(작별을 고하며) / 공동편곡(Knock)
- 이선 - 코러스(작별을 고하며)